# Långsjön (Hedesunda socken, Gästrikland)
Långsjön är en sjö i Gävle kommun i Gästrikland och ingår i Dalälvens huvudavrinningsområde.